# ريتشارد أرشبولد
ريتشارد أرشبولد (بالإنجليزية: Richard Archbold)‏ (9 أبريل 1907- 1أغسطس 1976) كان عالم حيواني ومحسن أمريكي. كان ثريًا بشكل مستقل، كونه حفيد الرأسمالي جون داستن أرشبولد. تلقى تعليمه في مدارس خاصة وحضر لاحقًا دروسًا في جامعة كولومبيا رغم أنه لم يتخرج من الجامعة مطلقًا. استخدم حصته من ثروة عائلته أولاً لرعاية سلسلة من الرحلات الاستكشافية الأحيائية إلى غينيا الجديدة من أجل المتحف الأمريكي للتاريخ الطبيعي، ولاحقًا لإنشاء وصيانة وتوفير محطة أبحاث أحيائية في فلوريدا. في عام 1929، انضم أرشبولد إلى صفوف أعضاءنادي المستكشفين في نيويورك.